# Campo di concentramento di Yodok
Il campo di concentramento di Yodok (요덕 제15호 관리소?, 耀德第十五號管理所?, Yodŏk Che Sibo-ho Kwan-li-soLR; in italiano colonia penale lavorativa numero 15 di Yodŏk) è stato un campo di concentramento kwalliso situato in Corea del Nord. Era adibito all'imprigionamento di coloro che erano ritenuti responsabili di reati politici o contro lo stato, condannati ai lavori forzati.

## Posizione
Il campo è situato 110 km a nordest di Pyongyang, precisamente nella contea di Yodŏk-gun della provincia Sud Hamgyong. L'area del campo si estende in una valle solcata dal corso del fiume Ipsok (affluente del Yonghung) e delimitata da alcune montagne: tra le principali si menziona il monte Paek (altitudine 1742 m) a nord, il monte Modo (1 833 m) a nord-ovest, il monte Tok (1 250 m) ad ovest, e il monte Byeongpung-san (1 152 m) a sud. L'accesso principale alla valle è il passo Chaebong, situato ad est, avente un'altitudine di 1 250 m.

## Struttura
Il campo si estende per circa 378 km2. Il perimetro è fortificato con alti muri, recinzioni elettrificate e reti di filo spinato alte fino a 4 m, con torrette di sorveglianza a intervalli regolari. La struttura è presidiata da 1 000 guardie armate.
Il campo è diviso in due zone:
- La zona a controllo totale (in hangŭl 특별독재대상구역), a sua volta divisa in due colonie penali: Pyongchang-ri e Yongpyong-ri. Qui sono recluse le persone ritenute colpevoli di reati più gravi (attentati contro il regime o dissidenza politica, ideologica o religiosa)[7]. Chi è detenuto in questo settore non verrà mai liberato.[8]
- La zona rivoluzionaria (in hangŭl 혁명화대상구역), nella quale sono rinchiusi i responsabili di crimini ritenuti meno gravi (tentativi di espatrio clandestino, aver ascoltato trasmissioni radiotelevisive estere o critiche alle politiche del regime). Questi prigionieri possono eventualmente essere scarcerati.[9]

Negli anni 1990 si stimava che nella zona a controllo totale fossero incarcerate 30.000 persone, contro 16.500 reclusi nella zona rivoluzionaria; le immagini satellitari catturate dopo il 2010 hanno evidenziato un considerevole ampliamento dell'area del campo, facendo supporre che la popolazione carceraria fosse aumentata di conseguenza. La maggior parte dei detenuti di Yodok non ha subito un regolare processo e la loro deportazione si basa su confessioni estorte con la tortura. Non di rado i rei di crimini più gravi sono incarcerati con tutta la loro famiglia, inclusi anziani e bambini.
Nel 2004 una stazione televisiva giapponese trasmise un filmato (dall'attendibilità mai appieno accertata) che mostrava delle immagini del campo.

## Situazione del campo

### Condizioni di vita
I prigionieri vivono in piccole e sudicie capanne, con mura costruite con fango secco e il tetto di paglia e assi di legno marcito. In una stanza di circa 50 m2 trovano posto 30–40 detenuti, che dormono su semplici assi di legno. La ventilazione degli ambienti è scarsissima e non c'è riscaldamento; d'inverno le temperature arrivano a -20 °C causando il congelamento e l'assideramento di diversi detenuti. La scarsa igiene e l'assenza di assistenza medica favorisce la diffusione di malattie come polmonite, tubercolosi, pellagra e altre.
I vestiti dei detenuti sono riciclati: i nuovi detenuti ricevono gli indumenti dei morti (che vengono sepolti nudi) e/o dei liberati, che spesso sono sporchi e consumati. Spesso mancano le calzature e non è possibile cambiarsi d'abito, nemmeno per svolgere mansioni lavorative pericolose.
Per i detenuti è quasi impossibile lavarsi o lavare i propri indumenti, causando anche una proliferazione di parassiti in tutto il campo. I servizi igienici sono pochi (1 per 200 persone) ed egualmente sudici; giacché manca la carta igienica, i deportati sono costretti ad usare foglie d'albero per pulirsi.
Le guardie del campo designano alcuni detenuti "meritevoli" per sorvegliare gli altri (analogamente ai kapò dei lager nazisti), che vengono divisi in gruppi: se un solo detenuto lavora meno di quanto gli è stato imposto, tutto il suo gruppo viene punito. Ciò demolisce l'eventuale solidarietà tra carcerati e li stimola a vigilare l'uno sull'altro.

### Schiavitù
Uomini, donne e bambini lavorano 7 giorni su 7 e sono trattati come schiavi. Nel campo si troverebbero tra l'altro una cava di gesso, una miniera d'oro, tessiture, distillerie, fucine, campi coltivati e boschi da taglio. Mancando ogni protezione, gli incidenti sul lavoro sono quotidiani.
In estate, la giornata lavorativa inizia alle 4 del mattino e termina alle 20. Nelle altre stagioni si inizia a lavorare alle 5:30 del mattino e non di rado si prosegue oltre le 20, qualora le direttive non siano state rispettate. Dopo cena, i prigionieri devono seguire corsi di "educazione ideologica" dalle 21 alle 23; in questa fascia oraria vengono altresì puniti i prigionieri che non hanno raggiunto gli obiettivi lavorativi fissati. I prigionieri devono riuscire a ripetere a memoria la lezione impartita; in caso contrario, gli viene impedito di dormire e vengono tagliate le razioni di cibo.
I bambini al mattino frequentano lezioni che si focalizzano sulla storia della Corea del Nord e sulle figure di Kim Il-sung e Kim Jong-il. Al pomeriggio tocca anche a loro svolgere mansioni analoghe a quelle degli adulti, ma con orari leggermente ridotti; coloro che non raggiungono gli obiettivi produttivi fissati vengono bastonati.
I bambini fino a 16 anni devono trasportare ogni giorno 12 pesanti tronchi d'albero per 4 km o 30 sacchi di concime pesanti fino a 30 kg.
Altri bambini devono raccogliere 20 kg di piante sulle montagne circostanti, oppure coltivare terreni estesi da 130 a 200 m2. Al compimento del 16º anno d'età i prigionieri vengono considerati adulti e come tali trattati.

### Malnutrizione
L'alimentazione dei prigionieri è scarsa e centellinata. La razione giornaliera oscilla tra 100 e 200 g di cereali bolliti e farinata, serviti tre volte al giorno. Se la resa lavorativa dei carcerati cala, le razioni vengono adeguate al ribasso. I prigionieri poco produttivi o che violano le regole del campo subiscono un ulteriore taglio delle loro razioni, che nei casi estremi vengono del tutto eliminate. Per tentare di integrare la dieta, i prigionieri si riducono spesso a mangiare animali selvatici: ratti, serpenti, rane, salamandre, vermi e insetti, cosa egualmente vietata dalle regole del campo e fonte di dure punizioni da parte delle guardie. Mangiare animali selvatici è un modo per assumere un minimo di calorie in più, giacché nelle razioni di cibo quotidiane sono del tutto assenti la carne e i grassi alimentari. Altri prigionieri mangiano il cibo destinato agli animali da allevamento o raccolgono pezzi di cibo indigesti dalle feci degli animali stessi.
Un ex prigioniero, Lee Young-kuk, ha affermato che, a fine anni 1990, circa il 20% dei detenuti del campo moriva di malnutrizione ogni anno.

## Violazione dei diritti umani

### Torture
Stando alle testimonianze degli ex carcerati, a Yodŏk si praticano le seguenti torture:
- posizione del piccione:[41] le braccia del prigioniero sono legate dietro alla schiena insieme alle gambe, e tramite queste egli viene appeso a pancia in giù al soffitto di una capanna, restando in quella posizione per diversi giorni[42]
- tortura dell'acqua: il prigioniero viene legato ad un tavolo e gli vengono versati in gola decine di litri d'acqua, fin quasi ad annegarlo[9]
- immersione: il prigioniero viene tenuto immerso in acqua con un sacchetto di plastica in testa, anche per diverse ore[9]
- percosse: i prigionieri vengono malmenati ogni giorno, anche senza un motivo evidente.[43][44] Le percosse sono spesso talmente violente da rendere invalidi i carcerati[16] e non risparmiano i bambini.[45][46]

In generale, le guardie possono abusare dei prigionieri a loro piacimento, senza alcuna limitazione.

### Esecuzioni
I prigionieri che violano le regole del campo (per esempio rubano cibo, trasgrediscono agli ordini delle guardie o tentano di scappare) sono generalmente condannati a morte e giustiziati sommariamente. Le esecuzioni sono molto frequenti ed avvengono davanti agli altri prigionieri. Le modalità di esecuzione sono varie, le più frequenti sono la fucilazione e il trascinamento del condannato attaccato ad un'autovettura. Coloro che dimostrano di non sopportare la vista delle esecuzioni o protestano per la crudeltà vengono a loro volta uccisi.
Un modo alternativo per uccidere un detenuto è assegnargli lavori assurdi e/o impossibili da attuare, in modo tale da creare un pretesto per tagliargli le razioni di cibo e farlo morire di stenti.
Ai prigionieri rilasciati dal campo è fatto divieto assoluto di rivelare ciò che hanno visto o sperimentato al suo interno, pena la morte.

### Abusi sessuali
Le donne detenute sono anch'esse totalmente alla mercé delle guardie, che non di rado abusano sessualmente di loro, spesso uccidendole dopo la violenza. Le detenute che rimangono incinte vengono in genere spinte ad abortire.

## Richieste di chiusura
Numerose organizzazioni per la tutele dei diritti umani, prima tra tutte Amnesty International, richiedono da anni la chiusura di questo e degli altri campi di prigionia nordcoreani. Varie fonti interne riportano la chiusura del campo nell'anno 2014 e il suo dislocamento nelle vicinanze della miniera di Kowon; il campo sarebbe diventato un museo nel corso della campagna per riabilitare l'immagine della Corea del Nord.

## Prigionieri conosciuti
- Kang Chol-hwan (detenuto dal 1977 al 1987) fu imprigionato a 9 anni perché la sua famiglia, rimpatriata dal Giappone, era stata giudicata "politicamente non allineata"[11]
- An Hyuk (detenuto dal 1987 al 1989) fu imprigionato all'età di 18 anni per aver tentato di fuggire dal paese[25]
- Kim Tae-jin (detenuto dal 1988 al 1992) fu imprigionato all'età di 18 anni per aver tentato di fuggire dal paese[61]
- Lee Young-kuk (detenuto dal 1995 al 1999), ex guardia del corpo di Kim Jong-il, fu rapito in Cina e imprigionato per aver abbandonato illegalmente la Corea del Nord ed averla pubblicamente criticata[62]
- Kim Eun-cheol (detenuto dal 2000 al 2003) fu imprigionato a 19 anni per aver tentato di fuggire dal paese[54] ed essere espatriato clandestinamente con alcuni compatrioti in Russia, ove le guardie di frontiera avevano scoperto i fuggiaschi, riconsegnandoli alle milizie nordcoreane[63]
- La cittadina sudcoreana Shin Suk-ja e le figlie Oh Hae-won e Oh Kyu-won (detenute dal 1987, quando le bambine avevano 9 e 11 anni) furono imprigionate dopo che il marito Oh Kil-nam non tornò da un viaggio all'estero[64][65] Kang Chol-hwan e An Hyuk affermano di aver incontrato Shin Suk-ja nel campo[66]
- Il cittadino sudcoreano Jeong Sang-un (detenuto dal 2010), ex combattente della guerra di Corea mai rimpatriato, fu arrestato all'età di 84 anni per aver tentato di fuggire dal paese[67]

## Nella cultura di massa
- Nel 2001, Kang Chol-hwan pubblicò il libro Gli acquari di Pyongyang, nel quale è narrata la sua infanzia a Yodok.[68]
- Nel 2006, Jung Sung-san, un altro ex-prigioniero di Yodok, diresse il musical Yoduk Story.[69]
- Nel 2008, il regista Andrzej Fidyk produsse il film Yodok Stories, basato sulle testimonianze dei superstiti.[70]